# أليسيا فيرغسون
أليسيا فيرغسون (بالإنجليزية: Alicia Ferguson)‏ (31 أكتوبر 1981 في أستراليا - ) هي لاعبة كرة قدم أسترالية في مركز الهجوم، شاركت في الألعاب الأولمبية الصيفية 2000. وشاركت مع منتخب أستراليا لكرة القدم للسيدات. أما مع النوادي، فقد لعبت مع Brisbane Roar FC (women) ‏ وMillwall Lionesses L.F.C. ‏.

## وصلات خارجية
- أليسيا فيرغسون على موقع الاتحاد الدولي (مؤرشف)  (الإنجليزية)
- أليسيا فيرغسون على موقع قاعدة بيانات كرة القدم.إي يو (الإنجليزية)
- أليسيا فيرغسون على موقع اللجنة الأولمبية الدولية (الإنجليزية)
- أليسيا فيرغسون على موقع أوليمبيديا (الإنجليزية)
- أليسيا فيرغسون على موقع اللجنة الأولمبية الأسترالية (الإنجليزية)